# Schefflera glabra
Schefflera glabra är en araliaväxtart som beskrevs av Elmer Drew Merrill. Schefflera glabra ingår i släktet Schefflera och familjen araliaväxter. Inga underarter finns listade.